# Geomyza tripunctata
Geomyza tripunctata es una mosca de la familia Opomyzidae. El epíteto de la especie (tripunctata), derivado del latín, indica las tres manchas características de las alas.
Las moscas alcanzan una longitud corporal de 3 a 4 milímetros. Dos filas de fuertes cerdas corren a través del mesonotum de color bronce. El delgado abdomen es marrón-negro. El borde trasero de los segmentos abdominales se aligera. Los ojos compuestos brillan de color rojizo. El área de la cabeza entre los ojos y las antenas es de color naranja. La parte de atrás de la cabeza también tiene cerdas. Las patas son de color amarillo-marrón, especialmente los extremos apicales del fémur posterior y la tibia posterior pueden ser más oscuros. Las alas transparentes tienen venas oscuras. La mitad delantera de las puntas de las alas es más oscura. Además, hay una mancha oscura más grande en aproximadamente dos tercios de la longitud en la zona de las alas traseras y en aproximadamente un tercio de la longitud en la zona central de las alas.

## Ciclo vital

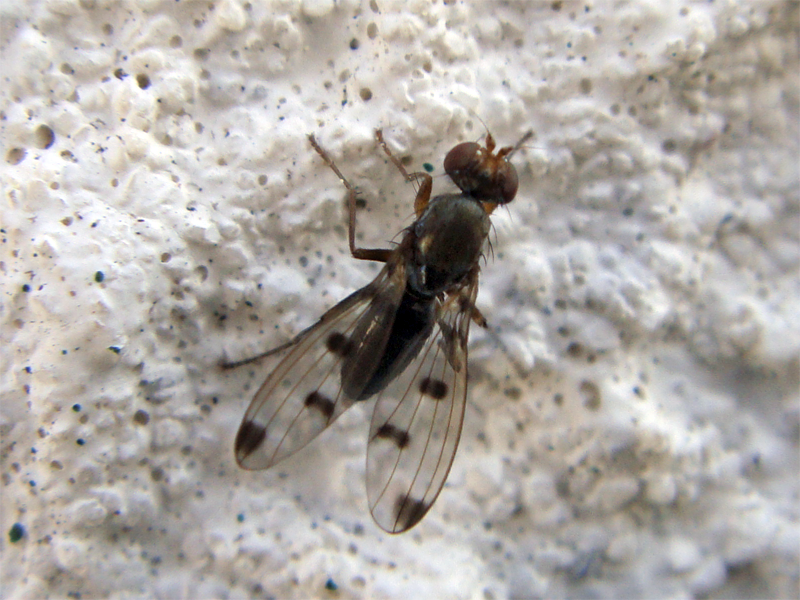
Geomyza tripunctata

El tiempo de vuelo suele ser de abril a septiembre. El hábitat típico de Geomyza tripunctata son los bordes de los bosques y las praderas. Las moscas se observan generalmente cuando corren por las hojas de varias plantas de setos, extendiendo sus alas en diferentes direcciones. Las larvas de Geomyza tripunctata se extraen de los tallos de varios pastos y también pueden aparecer como una plaga de los cereales. El período de desarrollo hasta la pupación es de unas cuatro semanas.

## Distribución
Geomyza tripunctata es nativa del Paleártico occidental. La especie está ampliamente distribuida en Europa. Su presencia llega hasta el sur de África del Norte y al este hasta el Medio Oriente. La especie también está representada en las Islas Canarias, Madeira y las Azores. En América del Norte, la especie fue probablemente introducida a finales del siglo XX. La especie de mosca se ha establecido allí en el sureste de Canadá y en el noreste y noroeste de los Estados Unidos.